# Костопільський обласний ліцей-інтернат спортивного профілю
Костопільський обласний ліцей-інтернат спортивного профілю  (КОЛІСП) — навчальний заклад освіти спортивного профілю у місті Костопіль, Рівненського району, Рівненської області.

## Основна інформація
Спортивний ліцей, біографія  якого  розпочалася у вересні 2001 року. Щороку понад 100 вихованців ліцею стають переможцями, призерами чемпіонатів та першостей України, Європи, світу та Юнацьких Олімпійських ігор з видів спорту, що функціонують в ліцеї.
У спеціалізованому загальноосвітньому навчальному закладі  У спеціалізованому загальноосвітньому навчальному закладі  навчально-виховний та спортивно-тренувальний процес здійснюють 34 тренерів-викладачів, 20 вчителів і вихователів. Випускники закладу одержують атестат про повну загальну середню освіту та кваліфікаційну книгу спортсмена.
Директор закладу: Захожий Сергій Борисович, заступниця директора: Таргоній Дарія Михайлівна.
Станом на 2025 рік у ліцеї культивуються такі види спорту як легка атлетика, греко-римська боротьба, футбол та волейбол. 
Жіноча футбольна команда «Родина-КОЛІСП», яка заснована на базі ліцею, бере участь у змаганнях першої ліги чемпіонату України серед жінок.

## Відомі випускники
- Віктор Петрик — борець греко-римського стилю, бронзовий призер чемпіонату Європи, член національної збірної команди України, майстер спорту міжнародного класу;
- Олександр Ничипорчук — легкоатлет, який спеціалізується в метанні списа, багаторазовий чемпіон України та призер національних чемпіонатів з метання списа, майстер спорту міжнародного класу;
- Дмитро Сірук — легкоатлет, багаторазовий учасник чемпіонатів світу з кросу та чемпіонатів світу з напівмарафону, член національної збірної команди України, майстер спорту України;
- Дмитро Шеремет — легкоатлет, який спеціалізується в метанні спису, член національної збірної команди України, майстер спорту України;
- Владислав Фінчук — легкоатлет, член національної збірної команди України, майстер спорту України;
- Ольга Овдійчук — футболістка, гравчиня збірної України, багаторазова призерка чемпіонату України, майстер спорту України;
- Олена Руда — футболістка, гравчиня збірної України, багаторазова призерка чемпіонату України, майстер спорту України;
- Тетяна Тріль — футболістка, гравчиня збірної України, багаторазова призерка чемпіонату України, майстер спорту України;
- Яна Завала — волейболістка, багаторазова призерка Суперліги України, майстер спорту України;
- Юрій Козиренко — футболіст, учасник чемпіонату Європи з футболу  серед юнаків;
- Яна Котик — футболістка, гравчиня збірної України, багаторазова призерка чемпіонату України;
- Натія Панцулая — футболістка, гравчиня збірної України, багаторазова призерка чемпіонату України;
- Юлія Шевчук — футболістка, гравчиня збірної України, багаторазова призерка чемпіонату України;
- Катерина Корсун — футболістка, гравчиня збірної України, багаторазова призерка чемпіонату України;
- Вікторія Ковба — легкоатлетка, член національної збірної команди України, переможниця чемпіонату України серед юніорів у бігу на 1500м та багаторазова призерка чемпіонатів України серед юнаків та дівчат в бігу на 800м та 1500м, кандидат у майстри спорту України;
- Світлана Жульжик — легкоатлетка, яка спеціалізується в бігу на середні дистанції, чемпіонка України;
- Марина Дуць — легкоатлетка, чемпіонка та призерка  чемпіонатів України серед юнаків та дівчат в бігу на 800м, кандидат в майстри спорту України;